# JRE酒田風力発電所
JRE酒田風力発電所は、山形県酒田市にある風力発電所。

## 概要
2004年1月14日に住友商事の完全子会社であるサミットエナジーによって、サミットウインドパワー洋上風力発電所として酒田北港に設置された。運転・保守管理業務は、酒田共同火力発電に委託していた。
2014年4月サミットウインドパワーからジャパン・リニューアブル・エナジーの子会社である合同会社JRE酒田風力へ風力発電設備が譲渡された。これに伴い名称もJRE酒田風力発電所に改めた。
発電した電力は全て東北電力へ売電され、風車は酒田北港の埋立地と防波堤の間の水路上に5基、宮海海岸に3基が設置されている。酒田港周辺にはほかに、エコ・パワー、庄内風力発電、庄内環境エネルギー、ウインドパワーさかた、の合計4社7基の風車が設置されている。